# Alfred Oxner
Alfred Mycolayovych Oxner (ukrainska: Альфред Миколайович Окснер;ryska: Альфре́д Никола́евич О́кснер), född 15 februari 1898 i Kropyvnytskyj, död 20 november 1973, var en ukrainsk botaniker och lichenolog.
Auktorsnamnet Oxner kan användas för Alfred Oxner i samband med ett vetenskapligt namn inom botaniken; se Wikipediaartiklar som länkar till auktorsnamnet.